# Cerkiew św. Jana Chrzciciela we Lwowie
Cerkiew św. Jana Chrzciciela – greckokatolicka cerkiew przy ulicy Warszawskiej 33 we Lwowie, w dzielnicy Kleparów, w rejonie szewczenkowski. W latach 1908–1946 rzymskokatolicki kościół Matki Bożej Różańcowej (Werweckiej).

## Historia świątyni
Do 1930 Kleparów był podlwowską wsią, która podlegała parafii św. Anny we Lwowie. Pod koniec XIX wieku liczba wiernych zaczęła wzrastać, ponieważ do kościoła parafialnego była znaczna odległość rozpoczęto planować budowę świątyni na miejscu. W 1899 gmina podarowała parcelę, a pięć lat później rada powiatu wydała pozwolenie na budowę. W tym samym roku rozpoczęto budowę kościoła według projektu nieznanego architekta, konsekracja miała miejsce w 1908. Początkowo był to kościół filialny kościoła św. Anny, posługę zapewniali kapłani z dawnej parafii. W 1910 opiekę duszpasterską przejęli reformaci z kościoła przy ulicy Janowskiej, równocześnie arcybiskup Józef Bilczewski nadał kościołowi tytuł kościoła filialnego dla Kleparowa, co zostało zatwierdzone w 1913. Podczas I wojny światowej Austriacy zarekwirowali trzy dzwony. W 1925 świątynia została samodzielną parafią, siedem lat później zakupiono dwa dzwony oraz wyremontowano zamontowane w 1918 organy. W 1934 wnętrze świątyni ozdobiono obrazami Władysława Lisikiewicza, który zostały namalowane w archaicznym, klasycyzującym stylu, rok później dokończono remont organów. Ponieważ w dwudziestoleciu Kleparów rozwijał się w bardzo szybkim tempie postanowiono ok. 1936, że powstanie nowa świątynia będąca wotum za odparcie bolszewików w 1920. Jej projekt opracował w 1939 Witold Jan Rawski, ale wybuch II wojny światowej przekreślił te plany. W 1938 parafię objął ostatni przedwojenny proboszcz, reformata o. Dominik Kościał. W 1946 został zmuszony do opuszczenia parafii i razem ze swoimi parafianami wysiedlony do Polski. Zabrał ze sobą bogato zdobione naczynia liturgiczne, które trafiły do kościoła św. Henryka we Wrocławiu oraz do kościoła św. Erazma i Pankracego w Jeleniej Górze. Opuszczony kościół został przez władze przeznaczony na magazyn i nie będąc remontowany pełnił tę funkcję do 1992, kiedy to po zmianie ustroju został przekazany ukraińskiemu kościołowi greckokatolickiemu. Przebudowa i remont trwały pięć lat, 6 lipca 1997 odbyła się konsekracja razem z uroczystym nadaniem nowego patrona, którym został św. Jan Chrzciciel.

## Architektura
Świątyni jest zorientowana na osi wschód-zachód, front z głównym wejściem umiejscowiony jest od wschodu. Od południa znajduje się parterowa, murowana plebania, która nie jest użytkowana. Pomiędzy nią a świątynią znajduje się dzwonnica bramna o trzech kondygnacjach. Jej dolna część jest bramą na podwórzec, na pierwszej kondygnacji znajdują się dwa dzwony, na wyższej jeden. Budynek dawnego kościoła, a obecnie cerkwi jest zbudowany z cegły i otynkowany. Nawa główna posiada trzy przęsła i ma kształt prostokąta i jest zakończona apsydą zbudowaną na planie półkola. Zakrystia posiada oddzielne wejście i prostokątne okna od północy. Krzywoliniowa fasada stanowi jedną płaszczyznę z wysokim szczytem, jest podzielona czterema toskańskimi kolumnami na trzy części, boczne zawierają w górnych częściach podłużne, półkoliste nisze, w których umiejscowiono figury Matki Bożej i Jezusa Chrystusa. W środkowej znajduje się otwór drzwiowy o półkolistym zwieńczeniu, podobny kształt ma okno znajdujące się w górnej części fasady, którą wieńczy krzyż na postumencie. Symetrycznie po jego bokach znajdują się cztery pinakle. Boczne elewacje nie posiadają podziału pionowego, poniżej okapu znajduje się pas niewielkich nisz arkadowych. Podłużne półkoliste okna z archiwoltami w górnej części są obramowane lizernami posiadającymi arkadowe zwieńczenia. Metalowy dach został pomalowany na zielono, nad główną nawą jest dwuspadowy, nad absydą stożkowy, dach zakrystii jest trójspadowy. Nad prezbiterium sygnaturka z niewielką cebulastą banią i krzyżem. Na obu połaciach miniaturowe lukarny zwieńczone małymi krzyżami.